# Casarza Ligure
Casarza Ligure é uma comuna italiana da região da Ligúria, província de Génova, com cerca de 5.907 (2001) habitantes. Estende-se por uma área de 27 km², tendo uma densidade populacional de 219 hab/km². Faz fronteira com Castiglione Chiavarese, Maissana (SP), Moneglia, Ne, Sestri Levante.

## Demografia
| Variação demográfica do município entre 1861 e 2011                               |
|                                                                                   |
| Fonte: Istituto Nazionale di Statistica (ISTAT) - Elaboração gráfica da Wikipedia |